# Look What You Did to Me
Look What You Did to Me è il primo album in studio del rapper statunitense Z-Ro, pubblicato nel 1998.

## Tracce
1. Guerilla 'til I Die (feat. T.A.Z.) - 4:28
2. Look What You Did to Me - 3:28
3. City of Killers (feat. Bam, T.A.Z. & Trae) - 5:39
4. Life Story (feat. Al-D) - 3:57
5. Ghetto Crisis (feat. T.A.Z.) - 4:36
6. Pimp On - 4:12
7. Mercy (feat. The Fakkulty & T.A.Z. & Trae) - 4:30
8. Where Is the Love? - 4:08
9. Are You Down? (feat. The Fakkulty & T.A.Z. & Trae) - 4:02
10. Dedicated 2 You (feat. Chris Ward) - 4:02
11. Lord Tell Me Why - 4:01
12. Tall Tale of G - 3:26
13. Paper Game - 3:47
14. And 2 My G's (feat. T.A.Z.) - 4:38
15. Z-Ro the Crooked - 3:23